# Foudia flavicans
El fodi de Rodríguez (Foudia flavicans) es una especie de ave paseriforme de la familia Ploceidae endémica de la isla Rodrigues, perteneciente a las islas Mascareñas y dependencia de Mauricio.

## Descripción
El fodi de Rodríguez tiene una longitud de entre 12 y 13 cm. El plumaje de su cabeza y pecho es de color amarillo, con la cara de color naranja. Su espalda, alas y cola son de tonos pardo verdosos, mientras que su vientre y obispillo son blanquecinos, con la base de la cola amarilla.

## Hábitat
Habita en los bosques de Rodrigues. Se encuentra principalmente en las copas de los árboles a una altura de al menos 5 metros, y en ocasiones se desplaza en bandadas. Suele estar asociado con el “pino de Bahía Moreton” (Araucaria cunninghamii), y con algunas especies de plantas introducidas. Muchos de estos pájaros se encuentran en áreas con árboles de copas más densas y altas, y con una mayor diversidad de especies arbóreas.
Se alimenta de insectos, arañas, semillas, néctar y frutas.

## Estado de conservación
Inicialmente esta ave era abundante en la isla, pero fue casi conducida a la extinción, hasta quedar sólo 5 o 6 parejas en 1968. Gracias a los esfuerzos de conservación su número se elevó a entre 911 y 1.200 ejemplares para el año 1999.
La principal amenaza para la especie es la destrucción de su hábitat forestal, ya que el bosque fue talado para la agricultura de subsistencia y la ganadería. El ave a su vez tiene que competir con un pariente introducido, el “fodi rojo” (Foudia madagascariensis). Los ciclones y la sequía reducen por otra parte el suministro de alimentos.
Los esfuerzos de conservación han incluido la reforestación de algunas zonas de su hábitat, la causa principal del aumento del número de ejemplares. El ganado de la zona se mantiene cercado.
Se encuentra clasificada como especie casi amenazada en la Lista Roja de la UICN. Está clasificada también en la lista de especies en peligro de los Estados Unidos, en situación de peligro.

### Citas
1. 1 2  De Juana, E; Del Hoyo, J; Fernández-Cruz, M; Ferrer, X; Sáez-Royuela, R; Sargatal, J (2010). «Nombres en castellano de las aves del mundo recomendados por la Sociedad Española de Ornitología (Decimoquinta parte: Orden Passeriformes, Familias Ploceidae a Parulidae)». Ardeola. Handbook of the Birds of the World (Madrid: SEO/BirdLife) 57 (2): 449-456. ISSN 0570-7358. Consultado el 15 de mayo de 2014.
2. 1 2  BirdLife International (2013). «Foudia flavicans». Lista Roja de especies amenazadas de la UICN 2013.2 (en inglés). ISSN 2307-8235. Consultado el 26 de noviembre de 2013.
3. ↑  Proceedings of the Scientific Meetings of the Zoological Society of London Pt1 p.47 pl.1 fig.1,2
4. 1 2 3 4 5  Benstead, P., Ekstrom, J., McClellan, R., Pilgrim, J., Shutes, S., Symes, A., Taylor, J. & Warren, B. «Rodrigues Fody Foudia flavicans». BirdLife International (en inglés). Archivado desde el original el 24 de mayo de 2016. Consultado el 16 de mayo de 2014.
5. ↑  Impey, A. J., et al. (2002). «Population recovery of the threatened endemic Rodrigues fody (Foudia flavicans) (Aves, Ploceidae) following reforestation». Biological Conservation 107(3) (en inglés). pp. 299-305. Consultado el 16 de mayo de 2014.
6. ↑  USFWS (12 de enero de 1995). «Addition of 30 African birds to list of endangered and threatened wildlife». Federal Register (en inglés). Consultado el 16 de mayo de 2014.